# Daniele Stefani
Daniele Stefani (Milano, 1º dicembre 1980) è un cantante italiano.

## Biografia

### Gli inizi eAmanti eroi, il primo album
Nel 2002 incide il primo album per la casa discografica Sony Music, dal quale vengono estratti come primi singoli Un giorno d'amore e Uno straccio di emozione. Il disco uscì il 21 giugno 2002 ed ottenne un buon successo non solo in Italia, ma anche in Francia, dando modo a Daniele di esibirsi all'Olympia di Parigi. I risultati ottenuti durante quell'estate lo portano sul palco del Festivalbar con il brano di lancio Un giorno d'amore, che venne proposto anche durante la finale all'Arena di Verona. Lo stesso brano sarà presente nel film Gomorra. Fu poi la volta di Uno straccio di emozione, che ebbe un buon riscontro tra radio e TV, per poi arrivare a Chiaraluna, scritta da lui stesso con Giuliano Boursier, canzone con la quale Daniele si presenta al Festival di Sanremo 2003 nella sezione Giovani, dove si posiziona al 6º posto. Nell'estate successiva esce Una lacrima, ultimo singolo estratto dell'album.

### Adesso o mai, il secondo album
Dal dicembre 2003 si dedica alla preparazione del secondo album, e con la programmazione radiofonica, iniziata il 21 gennaio 2005 del primo singolo estratto dall'album Non piangere che lancia così il secondo lavoro di Daniele nel giugno dello stesso anno escono anche i singoli Dimenticami e Adesso o mai, con i quali ottiene successo anche in America Latina.

### Punto di partenza, il terzo album
Punto di partenza, nasce nel 2008 come di consueto l'album viene preceduto da un singolo dal nome Oltre in ogni senso dalla canzone ne esce uno spettacolo per il teatro, viene anche tradotta nella lingua dei segni,che sono seguiti da altri tre singoli: Niente di speciale (cantato in duetto con l'attrice Sarah Maestri e realizzato in favore dell'Ente Nazionale Sordi), Il tempo gira e il duetto con Mitch e Squalo Batticuore. Nel 2009, assieme a Leda Battisti, Silvia Mezzanotte, Antonino ed altri cantanti, partecipa a Sarai singolo benefico in memoria del piccolo Tommaso Onofri.
Nel 2008 esce il singolo Oltre ogni senso. Il brano è accompagnato da un videoclip in cui le parole, oltre ad essere cantate, vengono raccontate attraverso il linguaggio LIS (il sistema di comunicazione dei sordomuti).

### Gli anni 2010
Nel 2013 esce People and Places, in duetto con Ben-V Pierrot leader dei Curiosity Killed the Cat. Nello stesso anno Daniele parte per il Cile ed inizia la sua carriera in America Latina.
Successivamente, diventa protagonista della versione in spagnolo del musical CATS, recita in Teleseries e nel maggio 2014 esce il suo primo album in Spagnolo, Siento la Distancia, lanciato dal singolo omonimo; l’album contiene un solo brano in italiano, un duetto con il cantautore Alberto Plaza.
A maggio 2018 esce il singolo Italiani, su etichetta Music Ahead, con la partecipazione nel videoclip di Lorella Cuccarini.
A settembre 2018 esce un altro singolo, Generazione Trentenni.
Da settembre 2018 è ospite fisso della rassegna Mondadori Off, una serie di interviste a personaggi del mondo della cultura, dello spettacolo e dello sport ideata e condotta da Edoardo Sylos Labini al Mondadori Megastore di Milano (Piazza Duomo).
Il 7 giugno 2019 esce, su etichetta Music Ahead il nuovo album La fiducia, prodotto da Giuliano Boursier, suo storico produttore.
L’album è anticipato dall’omonimo singolo, che vede un featuring di Paolo Ruffini e la partecipazione straordinaria nel videoclip di Giusy Versace.

## Discografia

### Album
- 2002 - Amanti eroi
- 2005 - Adesso o mai[8]
- 2008 - Punto di partenza
- 2014 - Siento la distancia (per la Spagna, America Latina e Messico)
- 2019 - La fiducia
- 2022 - Corde

### Singoli
- 2002 - Un giorno d'amore
- 2002 - Uno straccio di emozione
- 2003 - Chiaraluna
- 2003 - Una lacrima
- 2005 - Non piangere
- 2005 - Dimenticami
- 2005 - Adesso o mai
- 2008 - Oltre ogni senso[9]
- 2008 - Niente di speciale
- 2008 - Il tempo gira
- 2013 - People and Places (feat. Ben VP from Curiosity Killed the Cat)
- 2014 - Siento la distancia
- 2018 - Italiani
- 2018 - Generazione Trentenni
- 2019 - La fiducia

### Videoclip
- 2002 - Un giorno d'amore
- 2002 - Uno straccio di emozione
- 2005 - Non piangere
- 2008 - Oltre ogni senso
- 2008 - Il tempo gira
- 2009 - Batticuore
- 2009 - Sarai
- 2013 - People and Places (feat. Ben VP from Curiosity Killed the Cat)
- 2014 - Siento la distancia
- 2018 - Italiani
- 2018 - Generazione trentenni
- 2019 - La fiducia

### Collaborazioni
- 2009 - Batticuore (feat. Mitch e Squalo)[10]
- 2009 - Sarai

### Compilation
- Sanremo 2003

## Brani entrati in classifica
| Anno | Singolo           | Posizione più alta |
| ---- | ----------------- | ------------------ |
| 2002 | Un giorno d'amore | 29                 |
| 2003 | Chiaraluna        | 49                 |
| 2005 | Non piangere      | 27                 |
| 2007 | Oltre ogni senso  | 17                 |

## Tour
- 2013 - Radio Tour